# Cecil James Sharp

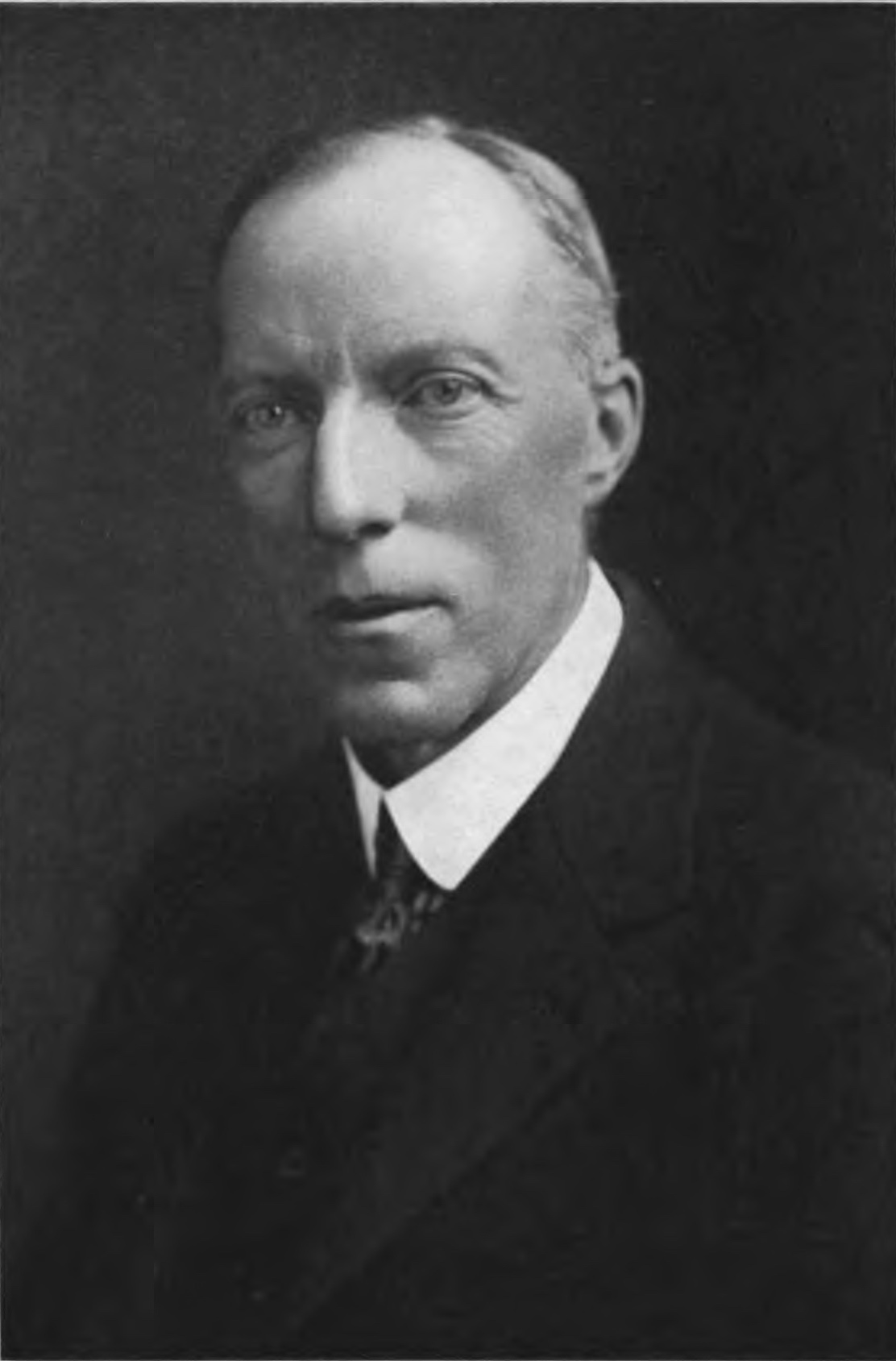
Cecil James Sharp (1916)

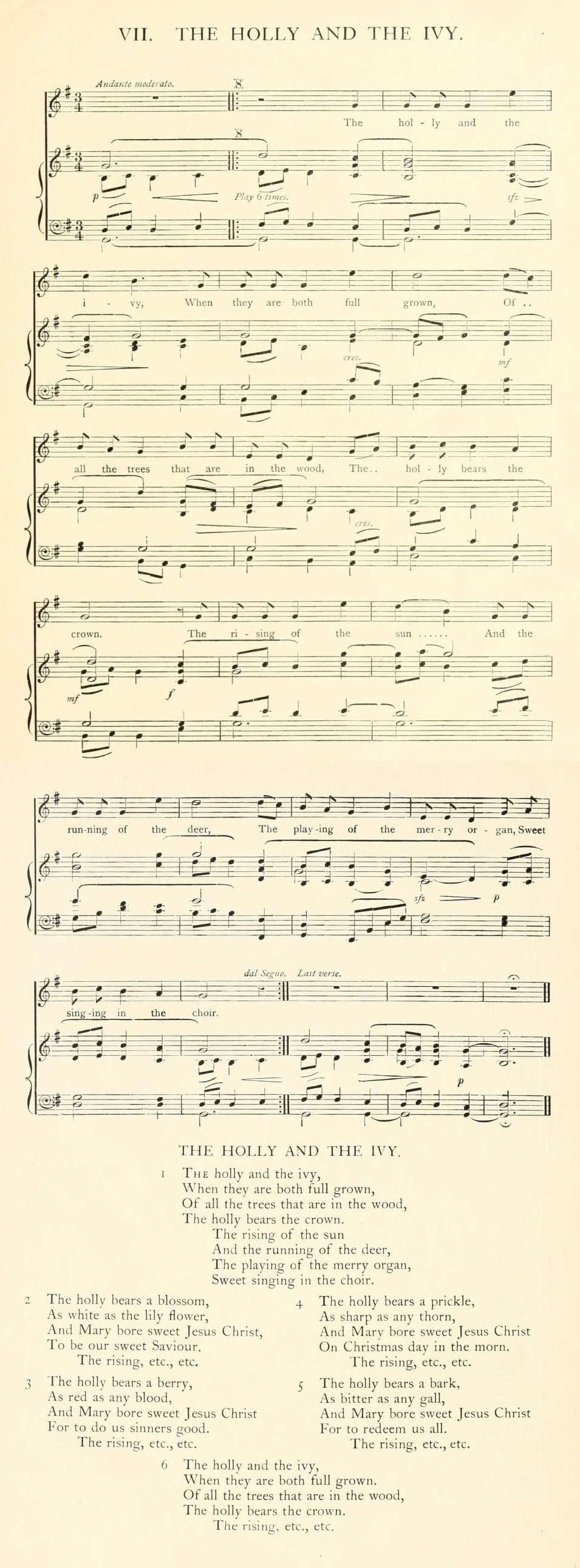
Sharps Bearbeitung des Weihnachtslieds The Holly and the Ivy, eine der vielen von ihm erstmals veröffentlichten Melodien
rahmenlos

Cecil James Sharp (* 22. November 1859 in London-Camberwell; † 23. Juni 1924 in London-Hampstead) war ein britischer Musiker, Musikdozent, Chorleiter und Komponist. Nachhaltige Wirkung hatte er als Sammler und Herausgeber englischer Volkslieder.

## Leben
Sharp war der älteste Sohn von James Sharp, einem Schieferkaufmann, und dessen Frau Jane geb. Bloyd, beide ausübende Musikfreunde. Sie benannten ihren Sohn nach der Schutzpatronin der Musik, an deren in England traditionell gefeiertem Festtag er geboren war. Seine jüngere Schwester war die Autorin und Suffragette Evelyn Jane Sharp Er studierte am Clare College der Universität Cambridge und wurde 1883 zum Bachelor of Arts graduiert. 
Auf Anraten seines Vaters ging er 1882 nach Australien und ließ sich in Adelaide nieder. Nach Übergangstätigkeiten, während deren er sich juristisch fortbildete, erhielt er 1883 eine Stelle am Obersten Gerichtshof. Im selben Jahr übernahm er die Leitung des Adelaide String Quartet Club. Er wurde Assistenzorganist an der anglikanischen Kathedrale und dirigierte den Kathedralchor sowie die Government House choral society. Zugleich entwickelte er eine intensive musikalische Lehrtätigkeit. 1889 wurde er Zweiter Direktor des Adelaide College of Music.
Obwohl in all diesen Tätigkeiten erfolgreich und beliebt, kehrte er 1892 nach England zurück. 1893 heiratete er in Clevedon, Somerset, Constance Dorothea Birch, mit der ihn auch die Liebe zur Musik verband. Sie bekamen drei Töchter und einen Sohn. Er lehrte an mehreren Schulen und am Metropolitan College in Holloway. Von 1896 bis 1905 leitete er das Hampstead Conservatoire of Music.
1899  erlebte er eine Morris-dance-Aufführung; damit begann seine Leidenschaft für Volkstanz und Volkslied und seine Tätigkeit als Sammler, Aufzeichner und Bearbeiter von Tänzen und Liedern. 1911 gründete er die English Folk Dance Society, deren Leiter er bis zu seinem Tod blieb. An Lehrerseminaren gab er seine Kenntnisse und seine Begeisterung weiter.
Zweimal reiste er in die Vereinigten Staaten und sammelte in den Appalachen englische Volkslieder. 1923 ernannte ihn seine alte Universität zum honorary master of music. Als er 1924 an einer Krebserkrankung starb, wurde in den Nachrufen sein herausragender Beitrag zur Bildung und Kultur Großbritanniens gewürdigt.

## Veröffentlichungen (Auswahl)
- Folk Songs from Somerset (Erster Band 1904)
- The Morris Book (1907)
- The Dance (1924)

Sharp veröffentlichte 80 Bücher und Hefte mit Volkstänzen und Volksliedern, viele mit Klavierbegleitung von seiner Hand. Von seinen eigenen Kompositionen blieben die meisten unveröffentlicht.